# 三ヶ日都筑テレビ中継局
三ヶ日都筑テレビ中継局（みっかびつづきテレビちゅうけいきょく）は、静岡県浜松市浜名区に置かれている地上デジタルテレビの中継局。

## デジタルテレビ中継局概要
| リモコン 番号 | 放送局名            | チャンネル 番号 | 空中線 電力 | ERP | 偏波面   | 放送対象地域 | 放送区域 内世帯数 | 運用開始日     |
| ------------- | ------------------- | --------------- | ----------- | --- | -------- | ------------ | ----------------- | -------------- |
| 1             | NHK静岡 総合        | 37              | 1W          | 2W  | 水平偏波 | 静岡県       | 約2,000世帯       | 2012年12月25日 |
| 2             | NHK静岡 教育        | 39              | 1W          | 2W  | 水平偏波 | 全国         | 約2,000世帯       | 2012年12月25日 |
| 4             | SDT 静岡第一テレビ  | 47              | 1W          | 2W  | 水平偏波 | 静岡県       | 約2,000世帯       | 2012年12月25日 |
| 5             | SATV 静岡朝日テレビ | 44              | 1W          | 2W  | 水平偏波 | 静岡県       | 約2,000世帯       | 2012年12月25日 |
| 6             | SBS 静岡放送        | 41              | 1W          | 2W  | 水平偏波 | 静岡県       | 約2,000世帯       | 2012年12月25日 |
| 8             | SUT テレビ静岡      | 42              | 1W          | 2W  | 水平偏波 | 静岡県       | 約2,000世帯       | 2012年12月25日 |

## 所在地
- 浜松市浜名区三ヶ日町都築[2][3][4]

## 放送エリア
- 浜松市浜名区・中央区の各一部[2][3]

## 歴史
- 2012年
  - 10月18日 - 予備免許交付[2]
  - 11月26日 - 試験放送開始
  - 12月20日 - 本免許交付[3]
  - 12月25日 - 本放送開始[1]

## 補足
- 2011年7月の地デジ完全移行によって新たに生じた難視地区の解消のため、デジタル新局としての設置が決定された[5][6][7]。